# Laguna Las Tunas
La laguna Las Tunas  se encuentra en el Departamento Marcos Juárez de la Provincia de Córdoba en la República Argentina.
Sus coordenadas geográficas son: 32°44′S y 62°32′O. Su extensión puede estimarse en alrededor de 10 kilómetros cuadrados.
(datos deducidos de la "Carta Topográfica de la República Argentina - Hoja 3363-IV; -Venado Tuerto- del Instituto Geográfico Nacional).
La laguna se encuentra en la zona próxima a las poblaciones de Arias y Alejo Ledesma, aproximadamente a 12 km al sur de la Ruta Nacional 8, y está en proximidades del límite con la Provincia de Santa Fe.
Es utilizada para actividades de pesca deportiva.
Referencia histórica.
En los primeros años de la Independencia, existía en las inmediaciones de la laguna, una posta que integraba el sistema de postas del denominado "camino sur de la Pampa" entre Buenos Aires y Mendoza. Las Tunas era la estación intermedia entre las postas de Melincué y de Loboy. 
Se ubicó también en este paraje, un fortín. (ver bibliografía)